# Zetea (gmina)
Zetea – gmina w Rumunii, w okręgu Harghita. Obejmuje miejscowości Desag, Izvoare, Poiana Târnavei, Sub Cetate, Șicasău i Zetea. W 2011 roku liczyła 5643 mieszkańców.